# Fäktning

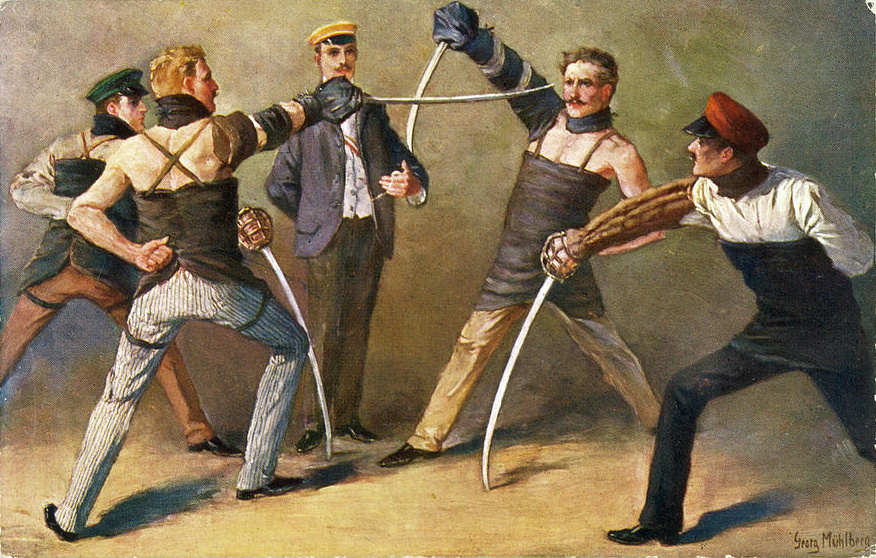
Duellerande tyska studenter (Georg Mühlberg, 1900).

Fäktning är strid eller kamp med någon form av svärd eller andra blankvapen. Modern fäktsport har sina rötter i äldre tiders civila fäktning för duell och självförsvar, men svärdsfäktning har även varit en vanlig militär företeelse.  
Strider med blanka vapen anses ha praktiserats först i Ostasien och 4000 år gamla målningar i faraonernas gravar i Egypten vittnar om att svärdfäktning har utövats som sport eller som del i religiösa ceremonier. I romarriket företräddes fäktningen av gladiatorerna som under de offentliga festspelen duellerade på liv och död. Fäktkonsten i Europa har också en lång tradition och det finns ett stort antal manualer bevarade från medeltid och renässans. Under medeltiden inbegrep fäktningen ett stort antal vapen, exempelvis långsvärd, olika typer av enhandssvärd, dolk, stavvapen med mera men även brottning, strid till häst och liknande innefattades i fäktkonsten.
Kanske framförallt långsvärdet ansågs länge vara fäktarens primära vapen och många fäktskolor lärde ut långsvärdsfäktning långt in på 1700-talet, vilket bevisas av dokument från fäktskolor från perioden (varav ett fåtal fortfarande finns kvar). Rapirens inträde skedde successivt och utövades parallellt med den tidigare fäktningen. 
Historisk europeisk fäktning omfattas ofta av begreppet historisk europeisk kampkonst.
För att träna fäktning har olika typer av skyddande plagg använts, från hela rustningar till mindre skyddsutrustning. Detaljer som förekommit är ben- och armskydd, knä- och armbågsskydd, handskar, ringbrynjeskjortor och stoppade bröstskydd under dessa, benämnda plastrong. 